# La canzone di Marinella/Amore che vieni, amore che vai
La canzone di Marinella/Amore che vieni, amore che vai è il 16º singolo discografico del cantante italiano Fabrizio De André, pubblicato nel 1968 dalla Bluebell Records e incluso nell'album Volume 3º.

## Produzione
Le due canzoni, già incise anche per la Karim, sono riproposte nelle nuove versioni registrate a Roma con gli arrangiamenti di Gian Piero Reverberi. Alcune edizioni contengono un poster di De André. Nel 1970 venne ristampato da Produttori Associati usando copertina e relativa numerazione Bluebell, ma etichetta Produttori Associati (con lievi differenze grafiche nelle ristampe) con la nuova sigla PA 3204, in seguito presente anche in copertina.

## Tracce
Testi e musiche di De André.
Lato A
1. La canzone di Marinella - 3:20

Lato B
1. Amore che vieni, amore che vai - 2:50